# Olympiazentrum (metrostation)
Olympiazentrum is een metrostation in de wijk Milbertshofen van de Duitse stad München. Het station werd geopend op 8 mei 1972, vlak voor de Olympische Zomerspelen, en wordt bediend door de lijnen U3 en U8 van de metro van München.